# 1974年アジア競技大会におけるバスケットボール競技
1974年アジア競技大会におけるバスケットボール競技（1974ねんアジアきょうぎたいかいにおけるバスケットボールきょうぎ）は9月2日から14日まで行われた。今大会より男女開催となる。

## 男子

### 最終結果
| 順位 | 国         |
| ---- | ---------- |
| 金   | イスラエル |
| 銀   | 韓国       |
| 銅   | 中国       |
| 4    | フィリピン |
| 5    | 北朝鮮     |
| 6    | イラン     |
| 7    | 日本       |
| 8    | パキスタン |
| 9    | イラク     |
| 10   | クウェート |
| 11   | バーレーン |

## 女子

### 最終結果
| 順位 | 国     |
| ---- | ------ |
| 金   | 日本   |
| 銀   | 韓国   |
| 銅   | 中国   |
| 4    | イラン |
| 5    | 北朝鮮 |